# Josef Wurm (politik)
Josef Wurm (5. září 1817 Klobouky u Brna – 3. června 1888 Klobouky u Brna), byl rakouský politik české národnosti z Moravy; poslanec Moravského zemského sněmu a starosta Klobouk.

## Biografie
Jeho otcem byl krejčovský mistr Antonín Wurm. Matkou byla Kateřina rozená Červená. Rodina byla vlastenecky orientovaná. Bratr Ignát Wurm byl rovněž politikem. Josef vystudoval gymnázium v Kroměříži. Vedl pak od roku 1834 obchod v Čejkovicích, který mu tam zřídil otec. Roku 1847 se přestěhoval zpátky do Klobouk a převzal rodinné hospodářství. Od roku 1852 byl rovněž místním poštmistrem. Oženil se a měl pět dětí. Angažoval se v komunální politice. Půl roku po přistěhování do Klobouk byl zvolen za obecního představeného. Po dobu více než dvaceti let zastával (s krátkou přestávkou) úřad starosty Klobouk a po čtyřicet let byl členem obecního výboru. Starostenské funkce se vzdal roku 1873 pro časovou zaneprázdněnost, až do smrti ale zasedal v obecním zastupitelstvu. Od roku 1864 byl předsedou a správcem kontribučenské pokladny v Kloboukách. Od roku 1865 až do své smrti zastával funkci předsedy okresního silničního výboru. V roce 1879 nechal ve městě postavit chudobinec a přispěl na něj formou nadace. Za své vystupování během válečného roku 1866 získal Zlatý záslužný kříž. V roce 1863 vedl početný průvod místního obyvatelstva do Brna na oslavy 1000 let příchodu Cyrila a Metoděje.
Zapojil se i do vysoké politiky. Během revolučního roku 1848 byl (měsíc po svém nástupu do funkce starosty) zvolen v zemských volbách roku 1848 i na Moravský zemský sněm, kde zastupoval kurii venkovských obcí, obvod Klobouky. Patřil mezi aktivní poslance. V otázce státoprávní zastával názor, že Morava a Čechy jsou trvale spojeny od roku 1464 a že k jejich odloučení došlo jen z rozhodnutí stavů. Podpořil vznik zemského fondu coby náhrady za desátky. Prosazoval, aby blahopřejná adresa císaři byla vyhotovena česky i německy a aby se Brünner Zeitung vydávaly v obou zemských jazycích. Na sněmu se vyjadřoval i k otázce zemského úvěrečného ústavu. 14. září 1848 byl zvolen za člena komise pro vydávání novin v českém jazyce.
Do politiky se vrátil po obnovení ústavního systému vlády. V zemských volbách 1861 se opět stal poslancem Moravského zemského sněmu, za kurii venkovských obcí, obvod Hustopeče, Klobouky, Břeclav atd. Mandát zde obhájil v zemských volbách v lednu 1867, zemských volbách v březnu 1867, zemských volbách 1870, zemských volbách v září 1871 i zemských volbách v prosinci 1871. V roce 1872 byl zbaven mandátu, ale opětovně zvolen 22. listopadu 1873. Na sněmu opakovaně vystupoval k tématu rovnosti jazyků. Podepsal se pod četné návrhy pro Morvský zemský výbor. Byl českým federalistou (Moravská národní strana, staročeská). Poslanecký slib skládal v únoru 1867 v češtině. Kandidaturu v zemských volbách 1878 už ze zdravotních důvodů nepřijal.
Zemřel v červnu 1888.